# Touffreville-sur-Eu
Pour les articles homonymes, voir Touffreville.
Touffreville-sur-Eu est une commune française située dans le département de la Seine-Maritime en région Normandie.

## Géographie

### Description

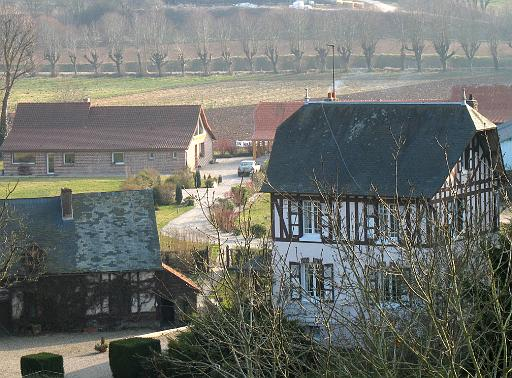
Vue du village depuis le viaduc

Cette localité présente une particularité : elle est située précisément sur la latitude 50° Nord.
Par ailleurs, au niveau voirie, elle est desservie par la route départementale 226.

### Communes limitrophes
Les communes limitrophes sont Canehan, Criel-sur-Mer, Saint-Martin-le-Gaillard et Petit-Caux.
Huit communes limitaient le territoire (voir la carte). Néanmoins, à partir du 1er janvier 2016, à la suite de la réforme territoriale durant laquelle certaines communes ont été appelées à fusionner, il n'y a plus que six communes qui limitent le territoire de Touffreville sur Eu : Criel sur Mer, Saint Rémy Bosc-Rocourt, Saint Martin le Gaillard, Canehan, Petit-Caux et Tocqueville sur Eu.

### Hydrographie
La commune est située dans le bassin Seine-Normandie. Elle est drainée par l'Yères,.
L'Yères, d'une longueur de 40 km, prend sa source dans la commune d'Aubermesnil-aux-Érables et se jette  dans la Manche à Criel-sur-Mer, après avoir traversé 14 communes. Les caractéristiques hydrologiques de l'Yères sont données par la station hydrologique située sur la commune. Le débit moyen mensuel est de 2,77 m3/s. Le débit moyen journalier maximum est de 10,5 m3/s, atteint lors de la crue du 28 avril 2001. Le débit instantané maximal est quant à lui de 12,5 m3/s, atteint le 26 décembre 1999.

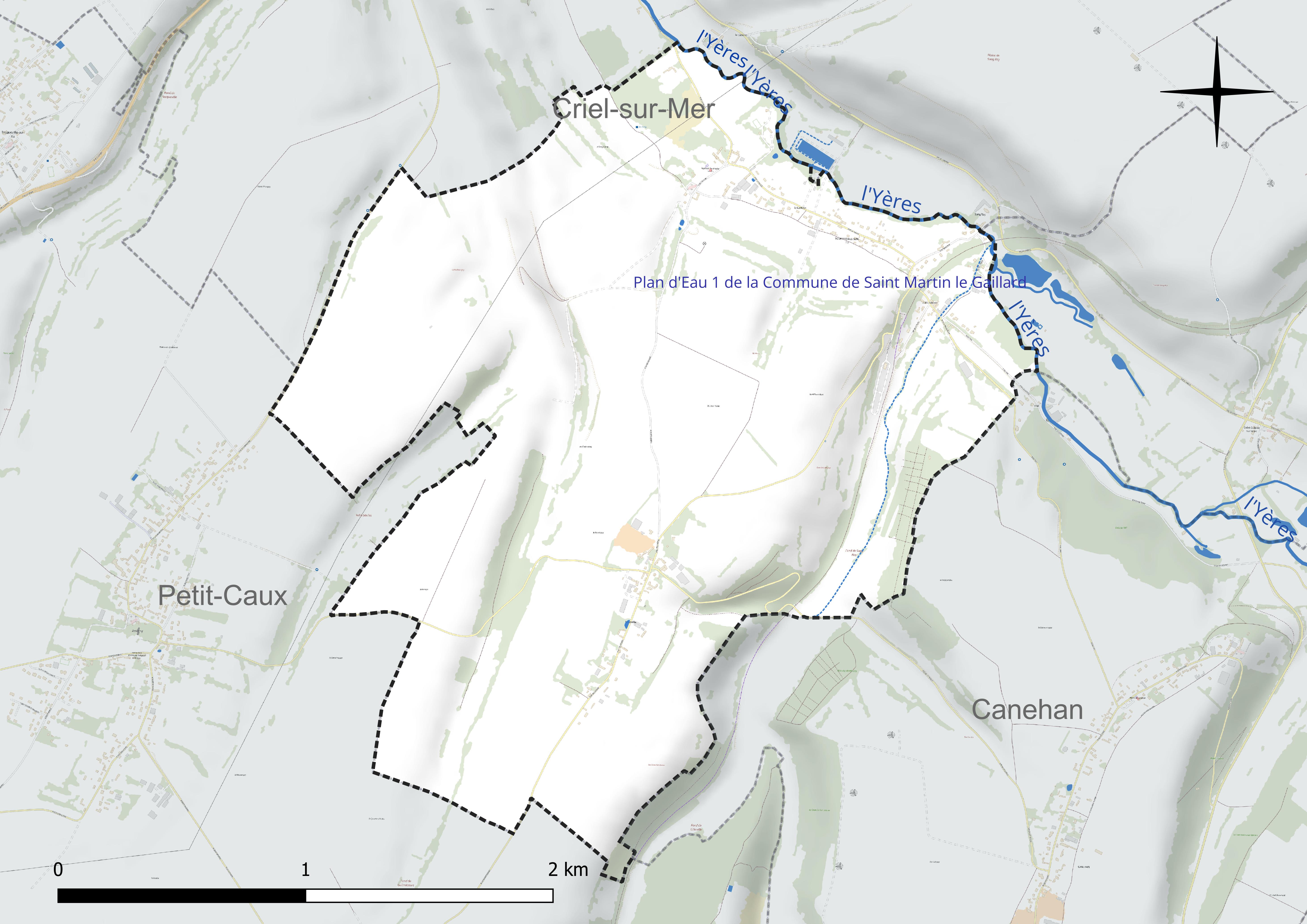
Réseau hydrographique de Touffreville-sur-Eu.

### Climat
Pour des articles plus généraux, voir Climat de la Normandie et Climat de la Seine-Maritime.
En 2010, le climat de la commune est de type climat océanique franc, selon une étude du CNRS s'appuyant sur une série de données couvrant la période 1971-2000. En 2020, Météo-France publie une typologie des climats de la France métropolitaine dans laquelle la commune est exposée à un climat océanique et est dans la région climatique Côtes de la Manche orientale, caractérisée par un faible ensoleillement (1 550 h/an) ; forte humidité de l’air (plus de 20 h/jour avec humidité relative > 80 % en hiver), vents forts fréquents. Parallèlement le GIEC normand, un groupe régional d’experts sur le climat, différencie quant à lui, dans une étude de 2020, trois grands types de climats pour la région Normandie, nuancés à une échelle plus fine par les facteurs géographiques locaux. La commune est, selon ce zonage, exposée à un « climat maritime », correspondant au Pays de Caux, frais, humide et pluvieux, légèrement plus frais que dans le Cotentin.
Pour la période 1971-2000, la température annuelle moyenne est de 10,7 °C, avec une amplitude thermique annuelle de 12,8 °C. Le cumul annuel moyen de précipitations est de 833 mm, avec 12,6 jours de précipitations en janvier et 8,7 jours en juillet. Pour la période 1991-2020, la température moyenne annuelle observée sur la station météorologique la plus proche, située sur la commune de Dieppe à 20 km à vol d'oiseau, est de 11,3 °C et le cumul annuel moyen de précipitations est de 805,2 mm,. Pour l'avenir, les paramètres climatiques de la commune estimés pour 2050 selon différents scénarios d’émission de gaz à effet de serre sont consultables sur un site dédié publié par Météo-France en novembre 2022.

## Urbanisme

### Typologie
Au 1er janvier 2024, Touffreville-sur-Eu est catégorisée commune rurale à habitat dispersé, selon la nouvelle grille communale de densité à sept niveaux définie par l'Insee en 2022.
Elle est située hors unité urbaine. Par ailleurs la commune fait partie de l'aire d'attraction d'Eu, dont elle est une commune de la couronne,. Cette aire, qui regroupe 26 communes, est catégorisée dans les aires de moins de 50 000 habitants,.

### Occupation des sols

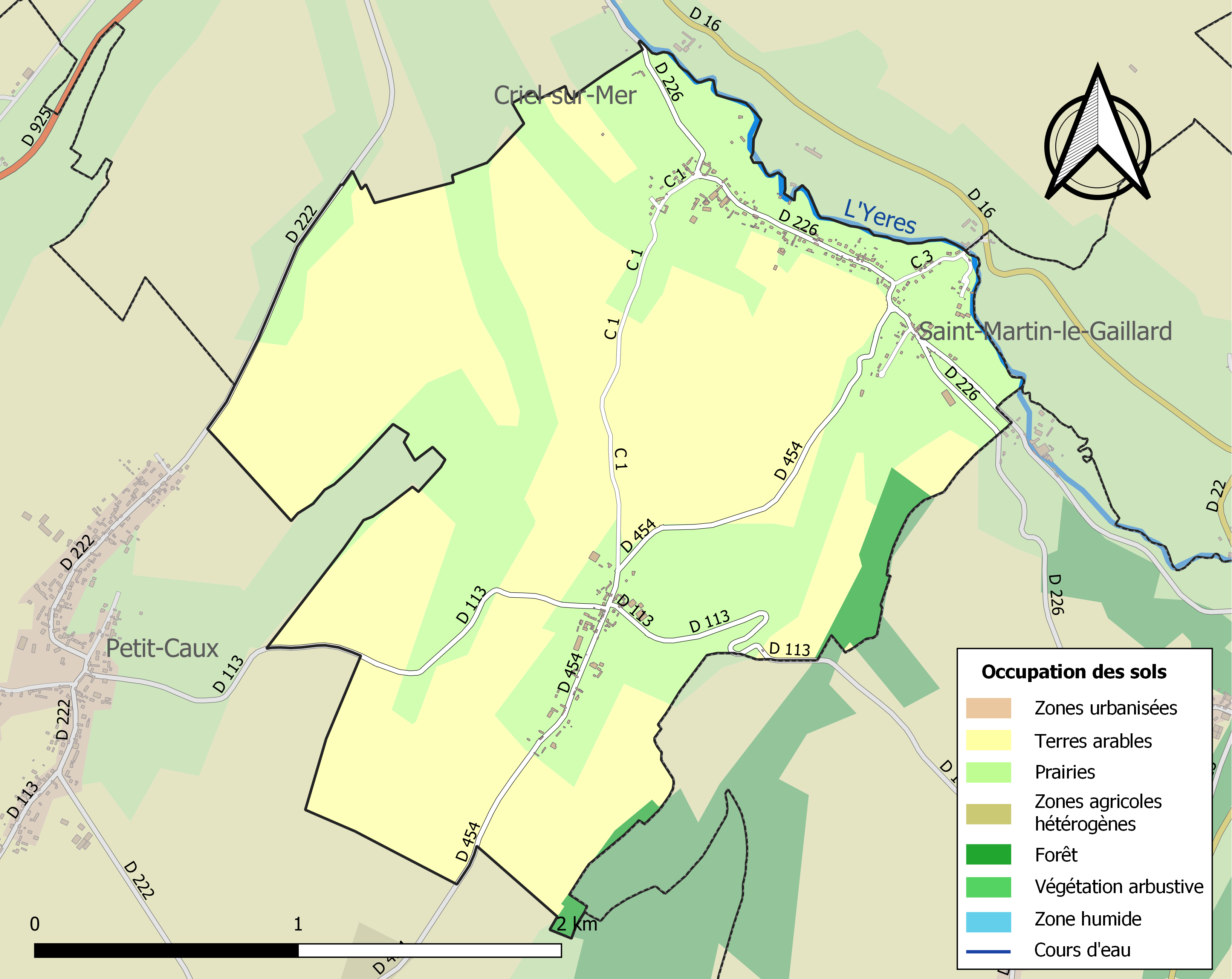
Carte des infrastructures et de l'occupation des sols de la commune en 2018 (CLC).

L'occupation des sols de la commune, telle qu'elle ressort de la base de données européenne d’occupation biophysique des sols Corine Land Cover (CLC), est marquée par l'importance des territoires agricoles (98 % en 2018), une proportion identique à celle de 1990 (98 %). La répartition détaillée en 2018 est la suivante : 
terres arables (57,8 %), prairies (40,2 %), forêts (2 %). L'évolution de l’occupation des sols de la commune et de ses infrastructures peut être observée sur les différentes représentations cartographiques du territoire : la carte de Cassini (XVIIIe siècle), la carte d'état-major (1820-1866) et les cartes ou photos aériennes de l'IGN pour la période actuelle (1950 à aujourd'hui).

### Habitat et logement
En 2018, le nombre total de logements dans la commune était de 112, alors qu'il était de 108 en 2013 et de 111 en 2008.
Parmi ces logements, 81 % étaient des résidences principales, 11,2 % des résidences secondaires et 7,8 % des logements vacants. Ces logements étaient pour 98,3 % d'entre eux des maisons individuelles et pour 0 % des appartements.
Le tableau ci-dessous présente la typologie des logements à Touffreville-sur-Eu en 2018 en comparaison avec celle de la Seine-Maritime et de la France entière. Une caractéristique marquante du parc de logements est ainsi une proportion de résidences secondaires et logements occasionnels (11,2 %) supérieure à celle du département (3,9 %) mais inférieure à celle de la France entière (9,7 %). Concernant le statut d'occupation de ces logements, 89,2 % des habitants de la commune sont propriétaires de leur logement (93,2 % en 2013), contre 53 % pour la Seine-Maritime et 57,5 % pour la France entière.
| Typologie                                               | Touffreville-sur-Eu | Seine-Maritime | France entière |
| ------------------------------------------------------- | ------------------- | -------------- | -------------- |
| Résidences principales (en %)                           | 81                  | 88             | 82,1           |
| Résidences secondaires et logements occasionnels (en %) | 11,2                | 3,9            | 9,7            |
| Logements vacants (en %)                                | 7,8                 | 8,1            | 8,2            |

## Toponymie
Le nom de la localité est attesté sous les formes Apud Torfrevillam en 1151, Toffrevillam en 1175, Tosfrevillam en 1189, Torfrevile fin du xiie siècle, de Tosfrevilla en 1221, Ecclesia de Toufrevilla juxta Criolium vers 1240, Touffrevilla en 1337, Touffreville en 1431 et 1433, Saint Surplis de Touffreville en 1525 et 1526, Saint Sulpice de Touffreville en 1715, Toufreville sur Criel en 1740, Toufreville en 1715 et en 1757 (Cassini), Touffreville-sur-Eu en 1953.
Eu est le chef-lieu de canton.

## Histoire

### Époque contemporaine
La commune a été desservie par la ligne Eu - Dieppe.

## Politique et administration

### Rattachements administratifs et électoraux

#### Rattachements administratifs
La commune se trouve dans l'arrondissement de Dieppe du département de la Seine-Maritime.
Elle faisait partie depuis 1801 du canton d'Eu. Dans le cadre du redécoupage cantonal de 2014 en France, cette circonscription administrative territoriale a disparu, et le canton n'est plus qu'une circonscription électorale.

#### Rattachements électoraux
Pour les élections départementales, la commune fait partie depuis 2014 d'un nouveau  canton d'Eu porté de 22 à 40 communes.
Pour l'élection des députés, elle fait partie de la sixième circonscription de la Seine-Maritime.

### Intercommunalité
Touffreville-sur-Eu était membre de la petite communauté de communes d'Yères et Plateaux, un établissement public de coopération intercommunale (EPCI) à fiscalité propre créé en 2003 et auquel la commune avait transféré un certain nombre de ses compétences, dans les conditions déterminées par le code général des collectivités territoriales.
Dans le cadre des dispositions de la loi portant nouvelle organisation territoriale de la République du 7 août 2015, qui prévoit que les établissements publics de coopération intercommunale (EPCI) à fiscalité propre doivent avoir un minimum de 15 000 habitants, cette intercommunalité est dissoute et certaines de ses communes, dont Saint-Martin-le Gaillard, intègrent le 1er janvier 2017, la communauté de communes Falaises du Talou.

### Liste des maires
| Période                                  | Période                    | Identité           | Étiquette | Qualité                                                    |
| ---------------------------------------- | -------------------------- | ------------------ | --------- | ---------------------------------------------------------- |
| Les données manquantes sont à compléter. |                            |                    |           |                                                            |
| mars 2001                                | mars 2008                  | Jean-Louis Galland |           |                                                            |
| mars 2008                                | octobre 2017               | Daniel Leconte     |           | Retraité agricole Démissionnaire                           |
| octobre 2017                             | En cours (au 10 août 2020) | Paul Merlin        |           | Retraité de la Gendarmerie Réélu pour le mandat 2020-2026, |

## Équipements et services publics

### Enseignement
Les enfants de la commune étaient scolarisés jusqu'à la rentrée 2023 avec ceux de Saint-Martin-le-Gaillard et Canehan dans le cadre d'un regroupement pédagogique intercommunal géré par le syndicat intercommunal à vocation scolaire (Sivos) de la basse vallée de l’Yères. À cette date, les écoliers de ces trois communes rejoignent le regroupement pédagogique concentré dont l'école, située à Criel-sur-Mer, est implantée dans le groupe scolaire criellois rénové, l’Écol’Yères. Agrandi à cette occasion, il accueille 176 élèves à son ouverture.
Une ferme urbaine dédiée aux micro-pousses, Nutripousse, s'installe dans l'école vide en avril 2024.

## Population et société

### Démographie
L'évolution du nombre d'habitants est connue à travers les recensements de la population effectués dans la commune depuis 1793. Pour les communes de moins de 10 000 habitants, une enquête de recensement portant sur toute la population est réalisée tous les cinq ans, les populations de référence des années intermédiaires étant quant à elles estimées par interpolation ou extrapolation. Pour la commune, le premier recensement exhaustif entrant dans le cadre du nouveau dispositif a été réalisé en 2005.

En 2022, la commune comptait 230 habitants, en évolution de +10,58 % par rapport à 2016 (Seine-Maritime : +0,35 %, France hors Mayotte : +2,11 %).
| 1793 | 1800 | 1806 | 1821 | 1831 | 1836 | 1841 | 1846 | 1851 |
| ---- | ---- | ---- | ---- | ---- | ---- | ---- | ---- | ---- |
| 312  | 297  | 305  | 286  | 312  | 273  | 320  | 293  | 323  |

| 1856 | 1861 | 1866 | 1872 | 1876 | 1881 | 1886 | 1891 | 1896 |
| ---- | ---- | ---- | ---- | ---- | ---- | ---- | ---- | ---- |
| 329  | 346  | 324  | 260  | 250  | 394  | 286  | 268  | 248  |

| 1901 | 1906 | 1911 | 1921 | 1926 | 1931 | 1936 | 1946 | 1954 |
| ---- | ---- | ---- | ---- | ---- | ---- | ---- | ---- | ---- |
| 249  | 232  | 228  | 228  | 218  | 221  | 230  | 213  | 207  |

| 1962 | 1968 | 1975 | 1982 | 1990 | 1999 | 2005 | 2006 | 2010 |
| ---- | ---- | ---- | ---- | ---- | ---- | ---- | ---- | ---- |
| 192  | 196  | 200  | 185  | 175  | 207  | 215  | 217  | 197  |

| 2015 | 2020 | 2022 | - | - | - | - | - | - |
| ---- | ---- | ---- | - | - | - | - | - | - |
| 208  | 215  | 230  | - | - | - | - | - | - |

## Culture locale et patrimoine

### Lieux et monuments
- Église Saint-Sulpice.

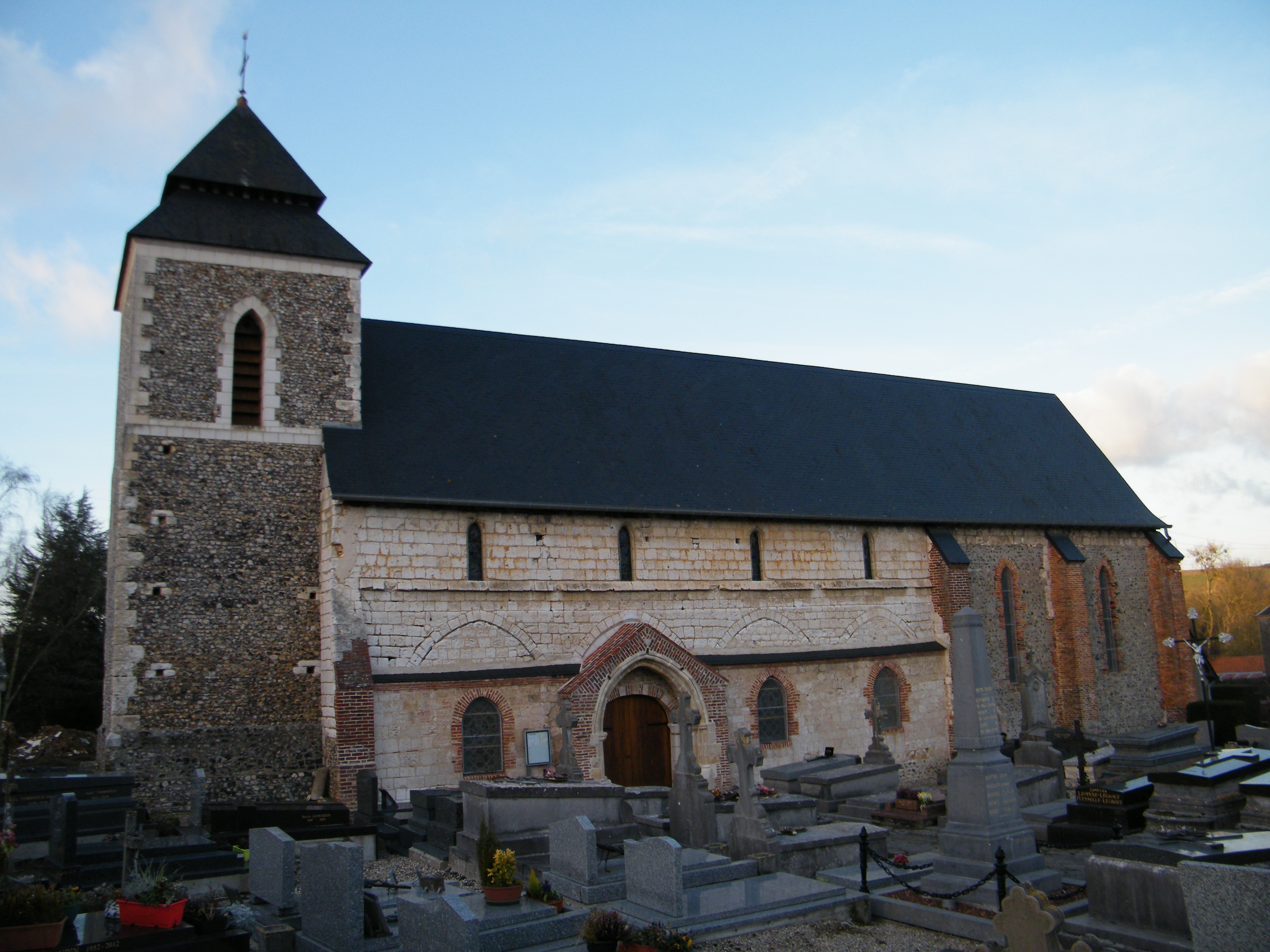
L'église Saint-Sulpice.
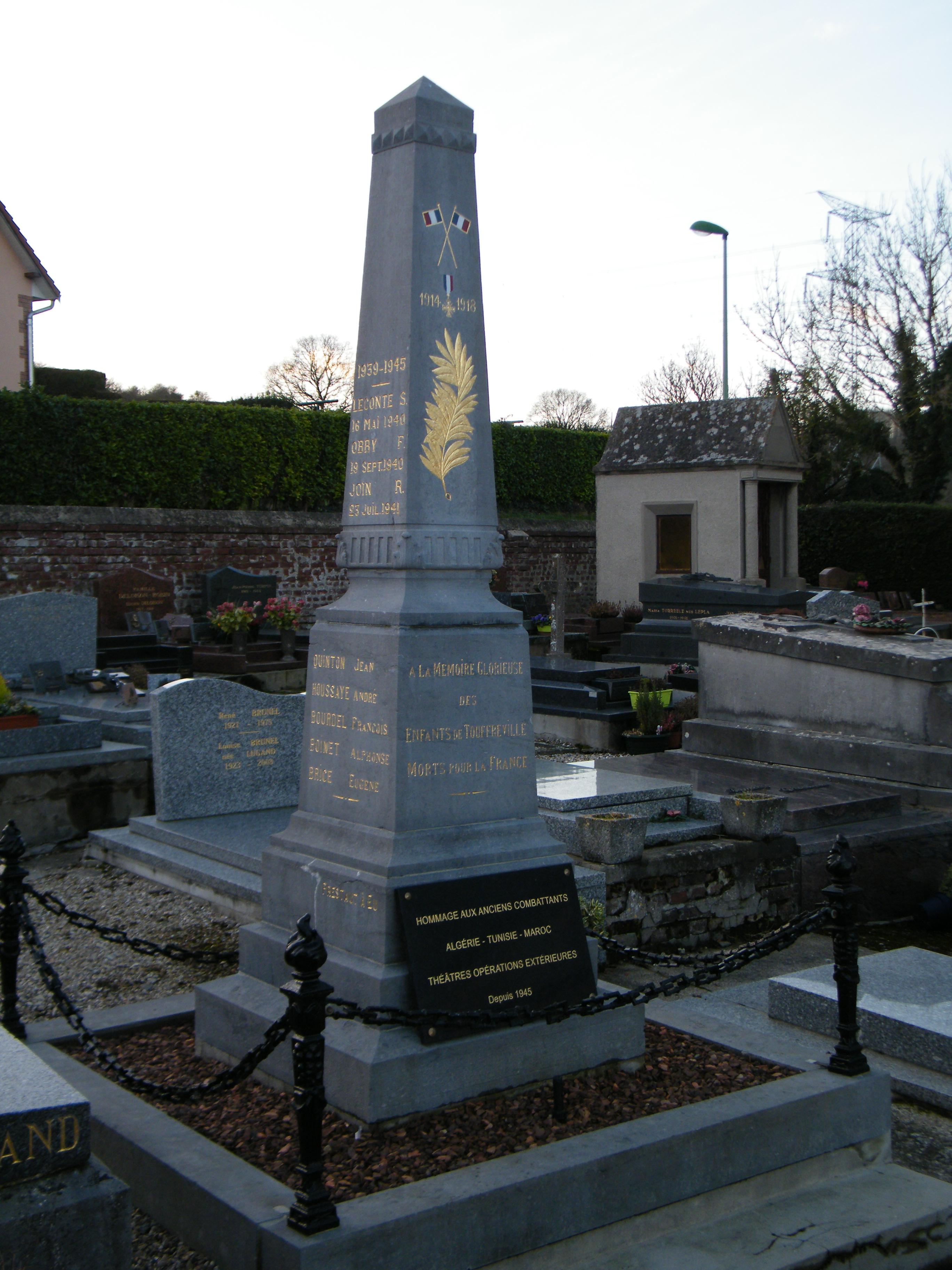
Monument aux morts.

### Héraldique
| Blason de Touffreville-sur-Eu | Blason  | Coupé ondé : au 1er de gueules à deux léopards d'or, l’un au-dessus de l’autre, armés et lampassés d’azur à dextre et à la mitre avec ses fanons brochant sur une crosse contournée en barre, le tout d’argent à senestre, au 2e d’azur au tau d’argent. |
| Blason de Touffreville-sur-Eu | Détails | Les deux léopards d'or sur champ de gueules rappellent les armes de la Normandie. Création Jean-François Binon. Adopté le 6 mars 2015. |

## Pour approfondir